# یانا بوکووا
یانا بوکووا (چکی: Jana Boková) یک عکاس و کارگردان فیلم‌های مستند اهل جمهوری چک است.
او دانش‌آموختهٔ دانشگاه سوربن در پاریس است و مدتی به‌عنوان عکاس برای مجلهٔ رولینگ استون و چند مجلهٔ دیگر در ایالات متحده آمریکا کار کرده‌است.
او در سال ۱۹۸۶ میلادی فیلم «هتل پارادیس» را ساخت که در بخش مسابقهٔ جشنواره بین‌المللی فیلم کن در سال ۱۹۸۷ به نمایش درآمد.
در سال ۲۰۰۳ میلادی سینماتک فرانسه مجموعه‌ای کامل از آثار او را نمایش داد.